# 猶太教燈臺

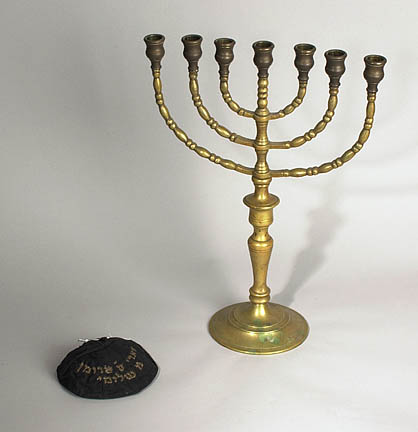
猶太教七燈燭臺

猶太教燈臺（希伯來語：מְנוֹרָה，发音：[mənoːˈɾaː]）是猶太人的當中一個最古舊的標誌，根據出埃及記25章31、33、37節，摩西以杏花形狀製作七個分支的金燈盞。起初在猶大曠野會幕中使用，後來在耶路撒冷聖殿中使用。
公元前160年馬加比起義戰勝希臘人後潔淨聖殿，重新恢復聖殿祭祀，然而剩下的燈油只夠燈臺燃燒一天，但神奇的是燈油足足燒了八天，足夠時間得到新油和重建聖殿。
許多燈臺不只有七燭臺，而是有九燭臺，四個燭臺在燈臺左右，代表油用八天的奇蹟。燈臺中間的燭臺稱Shamash，使用它的燈火點燃其他燭臺。這類型的燈臺可稱再獻聖殿節燈臺或猶太教九燈燭臺，簡稱Menorah，亦是猶太假日再獻聖殿節的相關標誌。

## 起源
燭臺七個燈盞推測是根據舊約聖經創世紀，神用六天創造天地，第七天安息，中間燈盞代表安息日。

## 歷史上最後的紀錄

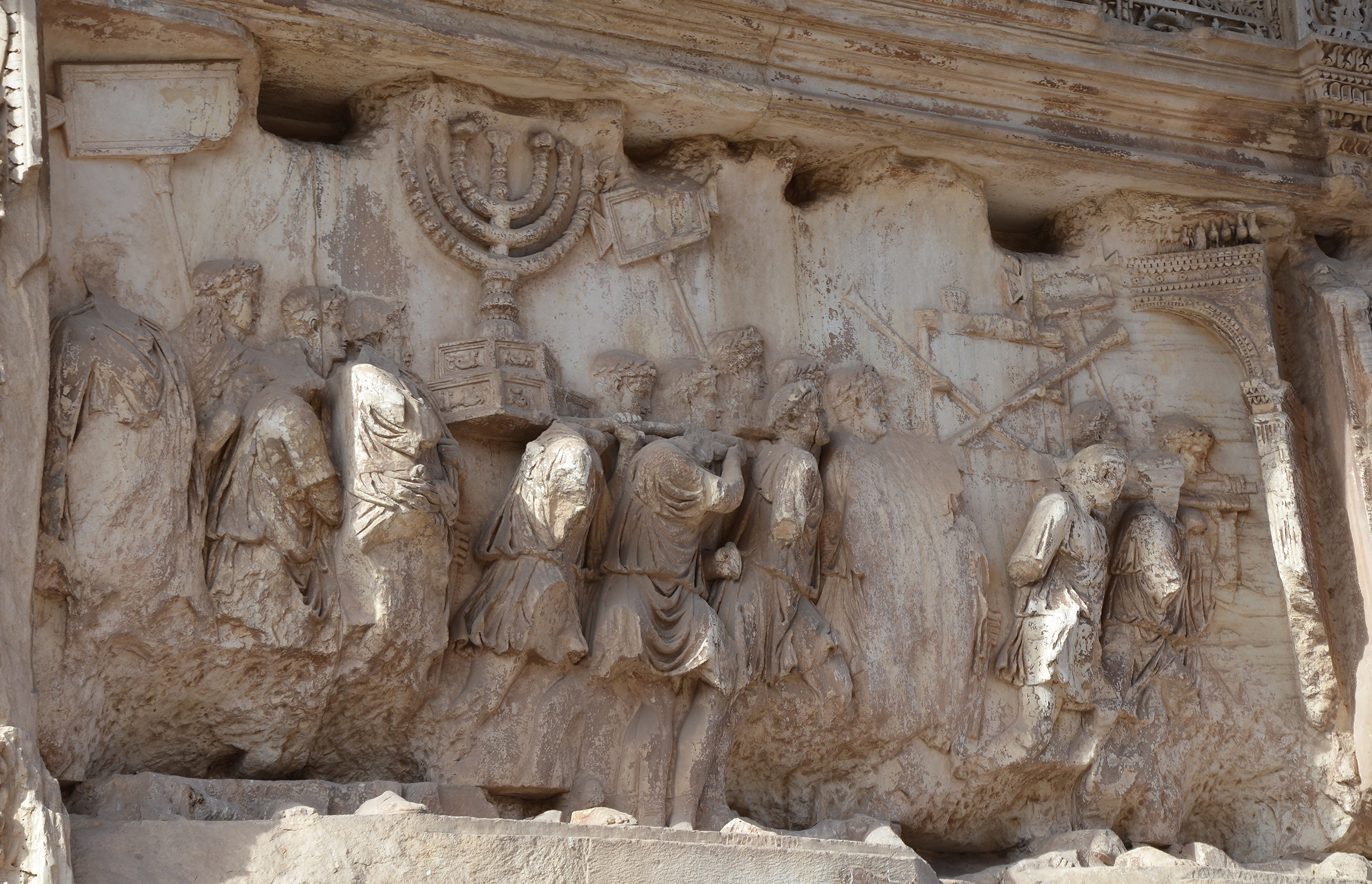
提圖斯凱旋門來自耶路撒冷的戰利品金燈臺

公元70年，耶路撒冷在猶太戰爭中被羅馬帝國將軍提圖斯攻陷，第二聖殿也被摧毀，聖殿裡的聖物都被擄往帝國首都羅馬城；為了紀念這件事情，羅馬人建造了提圖斯凱旋門。但自公元411年西哥特王國攻佔羅馬城後，聖物便下落不明，而凱旋門上的雕塑成為人們對聖物的推測依據；其中凱旋門上的金燈臺圖案被視為猶太文化的重要象徵，於1948年以色列建國時被採用為國徽的藍圖。

## 灯台在基督教中的应用
在基督教教会中保留七灯台的情况很少，目前只有俄罗斯东正教会和丹麦路德教会在教堂布置中使用，一般布置在祭坛之上并且放一个。
新約聖經啟示錄中，金燈臺豫表眾教會合一的見證。